# Cephalodella ablusa
Cephalodella ablusa är en hjuldjursart som beskrevs av Myers 1934. Cephalodella ablusa ingår i släktet Cephalodella och familjen Notommatidae. Inga underarter finns listade i Catalogue of Life.